# Fontiveros
Fontiveros es un municipio de España situado en la provincia de Ávila, perteneciente a la comunidad autónoma de Castilla y León. Es la población natal del escritor y poeta místico San Juan de la Cruz.  Tiene una población de 725 habitantes (INE 2024).

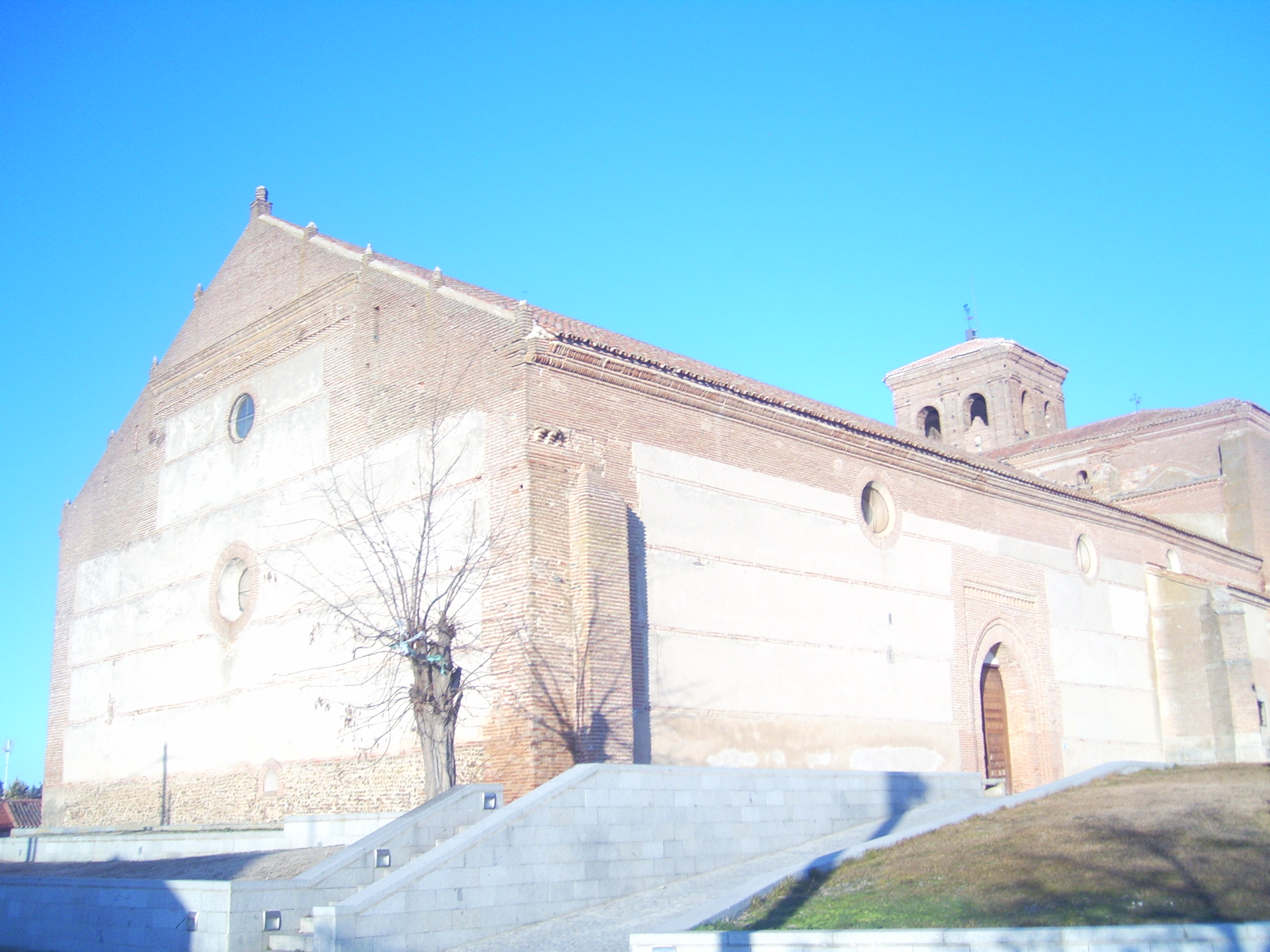
Iglesia de San Cipriano.

## Toponimia
Existen varias y muy diversas teorías sobre el origen del nombre de Fontiveros, siendo la más justificada la que explica que el nombre deriva de una conjunción de términos latino y celta. Fons, palabra latina, significa 'fuente', y Besós es el nombre de uno de los líderes celtas que habitaron estas tierras de La Moraña. Por lo tanto, el significado literal del topónimo sería 'Fuente de Besos'.
Otras de las teorías nos hablan del posible origen latino del nombre (Fons Tiberi, que significaría 'fuente de Tiberio'). Narran que Tiberio, a su paso por la península ibérica, habría quedado encantado por las aguas cristalinas del municipio.
También se habla que, al ser repoblada la comarca, después de la reconquista, por habitantes cántabros, astures y vascos, puede que el nombre derive de poblaciones ya existentes, como Fontibre (Cantabria), que significa 'fuente del Ebro', o que los propios pobladores dieran como nombre a la localidad Iturbero (fuente caliente en vascuence).
El topónimo aparece por primera vez como Fuentyvessos en un documento del siglo xiii que se conserva en el Archivo Episcopal de la Catedral de Ávila. Posteriormente, durante los siglos XV y XVI, aparece en los documentos como Ontiveros u Hontiveros, en que, por evolución de la lengua castellana, la grafía «f» se transforma en «h», por posible influencia del vascuence.

## Geografía
La localidad se encuentra en el Noroeste de la provincia de Ávila, situada en la comarca de Arévalo, más conocida como La Moraña en una planicie a una altitud de 884 m s. n. m. El municipio cuenta con una extensión de 36,42 km² delimitando al sur con los municipios de Collado de Contreras, Crespos y Rivilla de Barajas; al este con Constanzana; al oeste con Muñosancho y al norte con Cisla y Cantiveros.
Uno de los ríos que baña La Moraña, el río Zapardiel —afluente del Duero que desemboca en la localidad de Tordesillas—, fluye a 1,7 km del casco urbano, y el río Salido (afluente del Zapardiel)
| Noroeste: Cisla              | Norte: Cantiveros | Noreste: Cantiveros           |
| Oeste: Muñosancho            |                   | Este: Constanzana             |
| Suroeste: Rivilla de Barajas | Sur: Crespos      | Sureste: Collado de Contreras |

### Comunicaciones
La principal vía de comunicación de Fontiveros es la carretera de Ávila-Salamanca (N-501) y la autovía que realiza el mismo recorrido (A-50),construida recientemente, que se encuentran a 9 km de distancia yendo por la carretera de Chaherrero. Estas vías de fácil acceso hacen que el municipio diste 45 km de Ávila y 65 km de Salamanca. Otras localidades cercanas importantes son Madrigal de las Altas Torres, a 17 km, a Arévalo a 28 km, a Peñaranda de Bracamonte a 26 km.

## Historia
Dada su situación geográfica, Fontiveros pudo ser lugar de asentamiento de una tribu prerromana perteneciente a la familia de los celtíberos.
Más tarde, con la conquista romana y posterior romanización, se integra en la provincia romana de Lusitania y se adscribe al Conventus Emeritensi, cuya capital era Augusta Emerita, la actual Mérida. Cerca del municipio se han encontrado restos romanos que contrastan estos hechos.
Pese a que se tiene certeza de la conquista de estas tierras hacia el año 820 por Nuño Núnez Rasura o Bernardo de Carpio, por los documentos existentes en Rasueros, no llegará una verdadera consolidación del territorio hasta la conquista de Toledo en 1085 por las tropas cristianas.
Aunque los primeros documentos que mencionan la villa de Fontiveros son de 1250, en el que Fuentyvesos aparece como uno de los 32 núcleos de población que formaban el cabildo de Zapardiel se tienen pocos documentos que atestigüen noticia alguna de la localidad.
Sin embargo, ya existía el núcleo de población en 1116, como lo demuestra la historia de Blasco Jimeno, en la que se habla de un reto de éste al rey Alonso I que, camino a Zamora, tuvo lugar arribando a Fontiveros. En recuerdo a esta gesta en el término cercano de Cantiveros hay un hito de piedra llamado «Cruz del reto», cuya inscripción reza:

Aquí retó Blasco Jimeno hijo de Fortun Blasco al Rey Alonso el primero de Aragón quien contra su palabra y juramento hirvió en aceite sesenta caballeros abulenses que la ciudad le dio en rehenes ofendido de que no le entrego al Rey don Alonso séptimo que tenía en guarda y acometido del ejército real. Murió como gran caballero vendiendo muy cara su vida dejando a los venideros memoria de su valor. Año de 1116. Quien dijere un Ave María por su ánima gana cuarenta días de perdón.

Cuenta Rodrigo Méndez Gil, en su Población General de España:

Esta villa de Fontiveros se encuentra situada entre Arévalo, Medina del Campo y Salamanca en una amena llanura que produce pan, vino, ganados, caza, aves y algún azafrán. Dicen que la fundó Tiberio viniendo a España agradado del sitio por cierta cristalina fuente, pero no hay autor que lo trate. Fontiveros está a tres leguas de Peñaranda de Bracamonte y otras tres muy cortas de Madrigal, que corre inmediato al río Zapardiel. Su fertilidad en granos es de las más nombradas de Castilla y que sus aires son muy puros y sanos.

Por la época, en el Cabildo de Zapardiel había 32 núcleos de población, figurando entre ellos Fuentyvesos. Entre los años 1250 y 1350 se fundaron cuatro nuevos pueblos: Galingalíndez (en 1296, con inmigrantes pirenaicos), Cardillejo (en 1303), Taiapiés (en 1303), Ximenendura (en 1303, pertenecía a la Orden del Císter, con inmigrantes vasco-navarros).
Muestra de la gran producción agrícola de la localidad, consta que en 1300 la población poseía molinos hidráulicos.
En la guerra de Granada, en 1488, Fontiveros aportó 31 de los 1057 jinetes que participaron.

## Demografía
Fontiveros cuenta con una población de 725 habitantes (INE 2024).
| Gráfica de evolución demográfica de Fontiveros entre 1842 y 2021                                                      |
| |
| Población de derecho según los censos de población del INE. Población de hecho según los censos de población del INE. |

## Cultura

### Tradiciones
- Fiesta de los Quintos: antiguamente se celebraba el día de San Antón, 17 de enero, aunque en actualmente se celebra el fin de semana más cercano a esta fecha. Desarrollo: los mozos que tienen la edad a la que antes se entraba en quintas (se sorteaban para realizar el servicio militar) corren los gallos o las cintas. Es decir, se cuelgan cintas de una cuerda de poste a poste, y los mozos y mozas pasan por debajo intentando alcanzar una de esas cintas, montados en caballos. Los gallos son colgados muertos de la misma cuerda, y los mozos intentan arrancarle la cabeza. Después, la cinta es ofrecida a la madre, a una hermana o a la novia, a cambio de otra cinta, bordada o pintada.
- Matanza del cerdo: en temporada de noviembre hasta enero. El cerdo cebado durante el año, se sangra, chumasca (se cubre con paja y se prende fuego), estaza (despedaza para seleccionar huesos, carne, grasa…) y se pica su carne para hacer embutidos que sirven de despensa para el año. Toda esta operación dura entre dos y tres días. En ellos se reúne la familia y amigos para ayudar en las tareas. Después de chumascar el cerdo es tradición tomar un mantecado con aguardiente; a la hora del despiece es tradición comer el «chumarro» (trozo de carne asada entre las ascuas de las hogueras). En la realización del embutido es tradición probar el picadillo (carne picada y arreglada con especies frita). Las grasas del cerdo se fríen en los calderos para hacer los llamados «chicharrones» y los embutidos se realizan con las tripas del cerdo lavadas y ralladas (quitada la grasa). La sangre recogida mientras el cerdo muere se utiliza para confeccionar las morcillas, junto con arroz, cebolla y especias.
- Lunes de aguas: se celebra el segundo lunes después de Pascua. Consiste en una merienda en el campo, antes en el río y ahora en los pinares. La comida consiste en productos típicos de la matanza, hornazo, tortilla española, la rosquilla de Bate (azúcar glaseado por fuera), los huevos duros pintados y adornados, leche frita, todo regado con vino en bota. Antes de compartir las viandas se realizan juegos tradicionales. Después las tertulias al calor de las hogueras. La tradición nos habla de la costumbre de los estudiantes de Salamanca de ir a buscar en barcas, atravesando el río Tormes, a las mujeres que vendían sus favores, sacadas de la ciudad inmediatamente después de los Carnavales. Este encuentro se convertía en una gran fiesta donde se comía y bebía, recordando el desenfreno del Carnaval y olvidando la tristeza de la cuaresma y Semana Santa.
- Las Luminarias: se celebran las vísperas de las fiestas patronales. Incluso en estas luminarias, los mozos saltan el fuego para demostrar su valor. Se forma una hoguera con madera o con las cosas viejas que la gente quiere quemar porque ya no sirven. Tiene sentido religioso y laico, pues es parte de superstición quemar lo viejo como símbolo de lo nuevo y bueno que ha de venir. Se considera terminado el año de campo al finalizar la cosecha.
- Las Águedas: se celebra el 5 de febrero. Día en el que las mujeres mandan y piden el «sueldo» a todos los hombres por su trabajo como ama de casa. Se conmemora a Santa Águeda, a la que cortaron los pechos por defender su virginidad. En algunos pueblos se mantea al pelele, ejemplo de los hombres.
- Corpus Christi: se celebra diez días después de Pentecostés. Es tradicional situar altares por los pueblos para el Santísimo (Cuerpo de Cristo) salga en procesión y «descanse» en esos altares. Los niños que ese año han recibido su Primera Comunión abren la procesión con sus trajes de ceremonia.
- Subasta de banzos y subida de los niños a Las Andas: en las fiestas en honor a San Juan de la Cruz se subastan los banzos de Las Andas, que dan derecho, entre otras cosas, a sacar y meter al santo en su casa. También en las fiestas en honor a la Virgen del Carmen se sube a niños a Las Andas, para recibir la bendición de la Virgen.

### Gastronomía
El cocido Sanjuanero. Cada 14 de diciembre, se conmemora a su más insigne paisano, San Juan de la Cruz. Además de celebraciones religiosas y poéticas, los asistentes se juntan alrededor de la mesa para degustar el cocido Sanjuaniego.

### Festividades
- San Isidro Labrador: se celebra el 15 de mayo. Santo labrador que por tradición en todas las iglesia de la zona se guarda una imagen suya. Se le saca en procesión desde la iglesia hasta los campos de labor para que así los bendiga y haya buena cosecha.
- Feria y Fiestas del Verano: se celebra el primer fin de semana de agosto. Son organizadas por el Ayuntamiento y la comisión de jóvenes de la localidad.
- San Cipriano: se celebra el día 16 de septiembre y es conocida por su gran popularidad y su gran atractivo.
- San Juan de la Cruz y día de La Lengua Hispana: se celebra el 14 de diciembre con procesión del Santo por las calles de la población y recital poético en su honor por la Academia de Juglares de Fontiveros «Solar de la Poesía».

### Patrimonio
- Iglesia parroquial de San Cipriano:

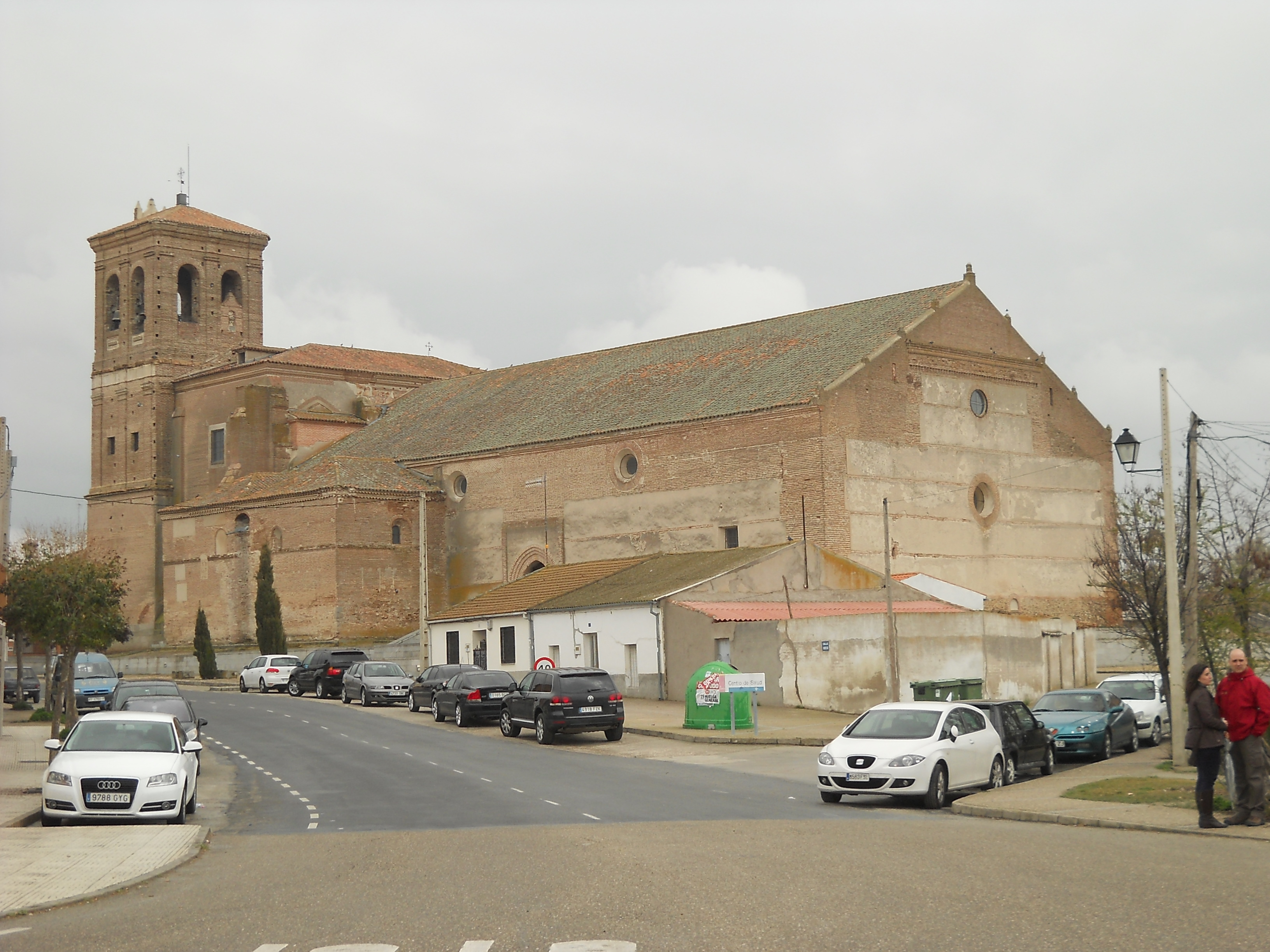
Vista de la iglesia de San Cipriano.

Está considerada la iglesia mudéjar más grande de toda La Moraña,[cita requerida] con algo más de 56 m de longitud interior y 24 m de anchura, también interior. Dan paso a ella dos portadas mudéjares de arcos apuntados situadas al norte y al sur. En su interior podemos apreciar dos épocas en cuanto a su arquitectura: la parte por la que se accede a ella, de estilo mudéjar, data de los siglos XIII-XIV. La techumbre original fue destruida en el incendio de 1546, y un año después, Cristóbal de Zabala construye tres armaduras de par y nudillo (de las que sólo se conserva un tercio en el lado este). Es de resaltar el artesonado central, con hexágonos y florones en el harneruelo, y espiga en los faldones. La nave central está separada de las laterales por seis arcos en cada lado, longitudinales y apuntados, apoyados sobre pilares de ocho lados. La parte delantera, la del crucero, de estilo tadogótico, data del siglo XVI, y fue construida por Rodrigo Gil de Hontañón, a semejanza de lo que este gran arquitecto diseñó en la catedral de Palencia o en la de Salamanca.
Nada más acceder a su interior, justo enfrente de la puerta, encontramos una reja en el suelo que nos indica el lugar en el que se encuentran sepultados Gonzalo y Luis de Yepes, padre y hermano, respectivamente, de San Juan de la Cruz, que murieron en 1543 y 1545. A su lado pero en altura, podemos ver el magnífico órgano castellano del siglo XVIII, restaurado en 1991. En él se grabaron varios discos de música sacra y se pueden escuchar cada año varios conciertos de órgano. A la derecha de la entrada está situada la Capilla del Baptisterio. En ella fue bautizado Juan de Yepes, el 24 de junio de 1542.
Continuando por la nave a la izquierda del altar mayor, encontramos una capilla a modo de museo eclesial, en la que tenemos varias casullas y dalmálticas de los siglos del XVI al XIX, un misal del siglo XVIII y varias tallas: dos purísimas, una de Gregorio Hernández y otra de la escuela andaluza del siglo XVII; un San Sebastián hispanoflamenco del siglo XV y atribuido a Alejo de Bahía; dos bajos relieves en tabla que representan la Asunción y a Santa Catalina de Siena, del siglo XVI. Resalta sobre el conjunto una magnífica talla de la Virgen Nuestra Señora de los Mártires (o Virgen de la Pera), románica del siglo XII, que posteriormente se trasladó a la ermita.
La capilla siguiente es la del Cristo de la Piedad, separada del resto de la iglesia por una magnífica reja de bronce de 1781. Esta capilla del Santísimo posee un Cristo crucificado de grandes dimensiones del clasicismo italiano, y un díptico gótico que representan la institución de la Eucaristía y la Virgen dolorosa con góticas detalles renacentistas en el Cáliz y los fondos. Datan de 1508. El Altar Mayor, de estilo barroco, es del siglo XVIII y es obra de Miguel Martínez de Quintana. Tiene influencia churrigueresca, con una alta predela con dos puertas, un cuerpo de tres calles y un ático en forma de cascarón recubriendo el marco arquitectónico. Las colosales imágenes en él situadas representan a San Cipriano, patrón del pueblo; San Segundo, primer Obispo de Ávila; San Juan de la Cruz y Santa Teresa de Jesús.
Los arcosolios que se encuentran en la nave derecha, son sepulcros vacíos de familia Pamo, cuya capilla se encontraba en este lugar en la primitiva cabecera. A continuación la capilla de San Juan Bautista, privada, adosada a la iglesia, fue mandada construir por Don Diego de Arriaga, secretario de Felipe II y su esposa Doña Isabel de Villegas, de la cámara de la reina Ana de Austria, según consta en la inscripción de su pared sur. Consta de presbiterio, coro y sacristía, separada del resto del edificio por una magnífica reja de hierro forjado de 1572. Está presidida por una talla de grandes dimensiones de San Juan Bautista, del siglo XVI, posiblemente de Becerra. Destacan los frescos de la bóveda de cañón con arquitectura y mármoles fingidos, con representación del Tetramorfos, el Cordero de Dios y la Paloma del Espíritu Santo. En la parte superior del retablo hay un cuadro con el escudo de Felipe II y a ambos lados los retratos de los promotores pintados por un seguidor de Pantoja de la Cruz en 1576.
Existen en toda la iglesia sepulcros de antepasados de Hernán Cortés, Catalina Pizarro, Tomás Luis de Victoria y Juan de Salamanca (a quien Carlos I dio escudo de armas por su valentía en la conquista del Nuevo Mundo, y que tiene un monumento en una de las plazas del pueblo). Es notable también la colección de esculturas y pinturas religiosas repartidas en toda la iglesia, de los grandes artistas del siglo de oro español, fechándose la gran mayoría entre los siglos XVI y XVIII. Destaca La flagelación en la sacristía, de Miguel de Guevara y entre las anteriores a estas fechas, La piedad hispano-flamenca del siglo XV. También hay una gran colección de piezas de orfebrería, la mayoría en plata, que datan de los siglos XVII y XVIII, y es muy notable la cajonería de la sacristía, en nogal, del siglo XVIII.
- Iglesia/casa natal de San Juan de la Cruz

Terminada de construir en 1721, se hizo sobre la casa donde nació el gran místico en 1542. La primera capilla se edificó en torno a 1673, perteneciendo al colindante conjunto monacal. Su planta es de cruz latina con dos capillas laterales, cúpula de media naranja, elegante linterna de graciosas ventanilla. El retablo mayor es barroco con una un preciosa talla que lo preside, obra de principios del siglo XVIII siguiendo los modelos de Gregorio Hernández pero mucho más sobrio e idealizado. Hay que resaltar una pequeña figura del mismo santo que se piensa pudiera tratarse de un verdadero retrato de este gran personaje. También se conserva el coro conventual, el antiguo cementerio y oratorio de frailes, además del edificio conventual hoy sede del IESO San Juan de la Cruz.
- Palacio de Don Jerónimo Gómez de Sandoval

Este palacio situado en las «Cuatro calles» fue construido por la familia Pamo a finales del siglo XV, perteneció posteriormente al general de la armada que da nombre al palacio durante el siglo XVII. Según cuenta la tradición, en él se albergaría Isabel la Católica cuando iba de paso a Madrigal de las Altas Torres.
- Estatua de San Juan de la Cruz

Se encuentra en la plaza que contiene su nombre y es obra del escultor Ricardo Font. Esta estatua se hizo por suscripción popular en 1928 en conmemoración de los 200 años de canonización del Santo. Es una estatua en bronce sobre pedestal de granito. Aparece un águila en bronce, símbolo de la Orden Carmelitana y la frase: «Señor, padecer y ser despreciado por Vos».
- Convento de la Madre de Dios de Carmelitas Calzadas

Se fundó en 1253 en un Beaterio que en el siglo XV se convirtió a la Orden del Carmen. El convento fue abandonado en 1620 por los males de una laguna inmediata, ubicándose en las calles Cantiveros y del Carmen en la que fuese casa solariega de Alonso Suárez de Fuente del Sauce, natural de Fuente el Sáuz, Obispo de Jaén.
- Convento de Santa Catalina de Agustinos Calzados

Fue fundado probablemente en 1577 en la calle de la Carretería. estuvo en funcionamiento durante dos siglos y medio hasta 1835 cuando se produjo la desamortización de Mendizábal.
- Ermita de Nuestra Señora de los Mártires

Ermita construida hacia 1500 y se encuentra en la plaza de San Juan de la Cruz, de la que hoy quedan sólo los restos de la portada principal. Guardaba una imagen conocida como Virgen de la Pera, ahora en la iglesia parroquial y fue dónde se celebró el primer pleno del Ayuntamiento en el siglo XVI.
- Ermita de Santa Ana

Se llamó de la Bandera, por haberse guardado una bandera-estandarte francés que Jerónimo Gómez de Sandoval ganó en combate el 22 de julio de 1641. En 1808, los franceses rescataron la bandera y la destruyeron. 
- Casa solariega de Diego de Arriaga e Isabel de Villegas

Diego era secretario de Estado de Felipe II e Isabel de la cámara de la reina y las hermanas del rey y esta su casa solariega que posteriormente fue la sede de su fundación. En la fachada, en piedra, están esculpidos sus bustos y hoy es la casa Parroquial. 

### Educación
La localidad dispone de dos centros para poder realizar los estudios obligatorios que sirven al propio municipio y a los de alrededor.
- Centro de Educación Infantil y Primaria Juan XXIII.
- Instituto de Educación Secundaria Obligatoria San Juan de la Cruz.

## Personas destacadas

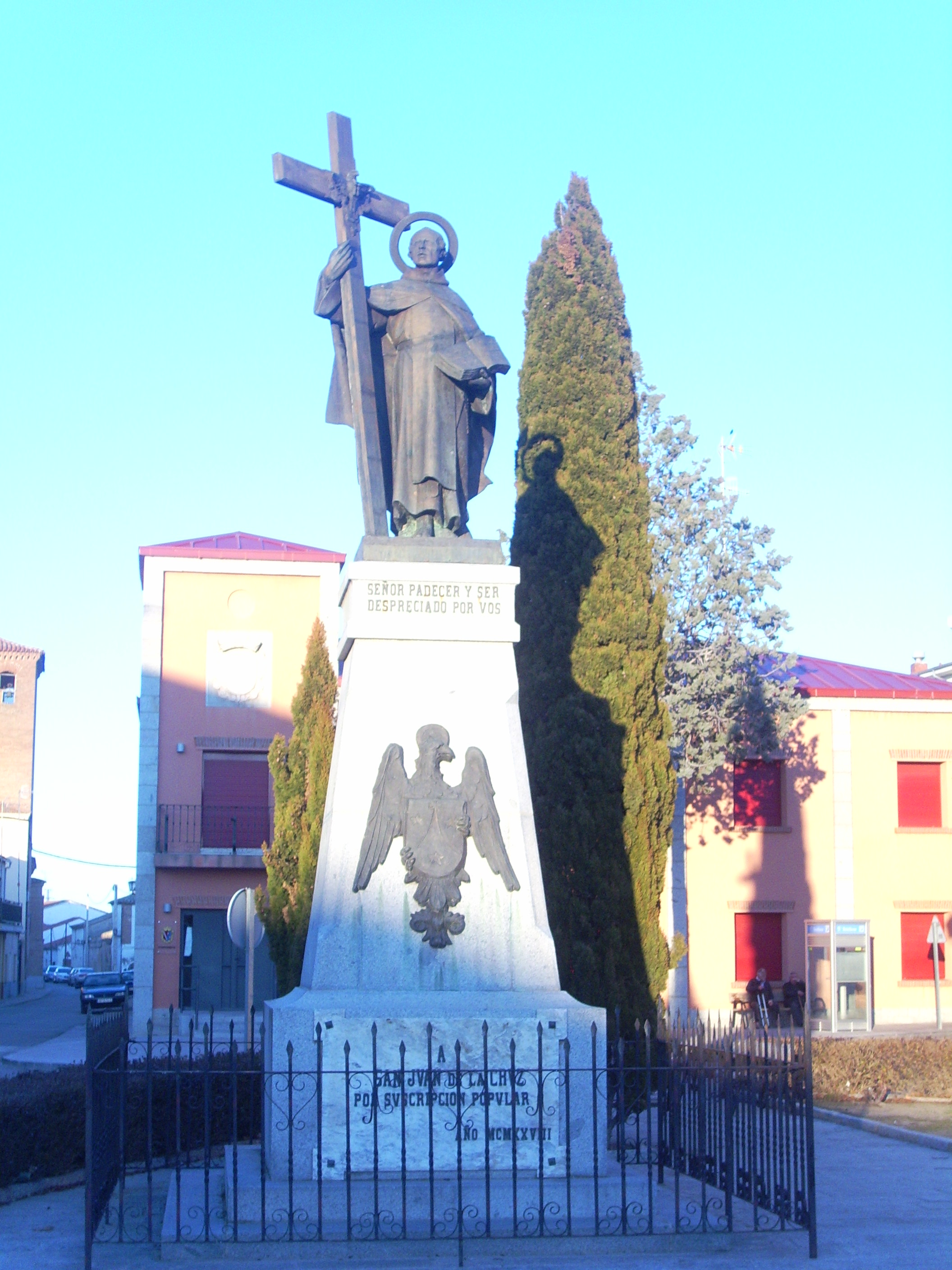
Monumento a San Juan de la Cruz.